# Mohamed Amsif
Mohamed Amsif (arabisch محمد أمسيف, DMG Muḥammad Amsīf, Zentralatlas-Tamazight ⵎⵓⵃⵎⵎⴷ ⴰⵎⵙⵉⴼ Muḥammed Amsif; * 7. Februar 1989 in Düsseldorf) ist ein marokkanisch-deutscher Torwarttrainer und früherer Fußballtorwart. Er steht seit Juli 2025 beim SV Wehen Wiesbaden, wo er zuvor als Torwart gespielt hat, im Trainerteam. Amsif spielte von 2011 bis 2014 auch für die marokkanische Nationalmannschaft.

## Karriere

### Verein
Amsif begann seine fußballerische Laufbahn im Alter von sechs Jahren in seiner Heimatstadt bei der TuRU Düsseldorf. 2001 folgte ein Wechsel zum Düsseldorfer SV 04 und als Fünfzehnjähriger schloss sich der Deutsch-Marokkaner der Wuppertaler SV Borussia an, bevor Amsif 2005 im Alter von 16 Jahren in die Jugend des FC Schalke 04 wechselte. 2007/08 wurde er Stammtorhüter der Schalker U-19 in der A-Junioren-Bundesliga. In 22 Einsätzen blieb er elf Mal gegentorlos.
2008 bekam Amsif nach seinen starken Leistungen schließlich einen Profivertrag bei Schalke (Laufzeit bis 2010). Der gebürtige Düsseldorfer kam bei Schalke als Ersatztorhüter hinter Manuel Neuer und Mathias Schober aber nur in der zweiten Mannschaft der Knappen zum Einsatz. In der Saison 2008/09 spielte er zwölf Partien für die Zweitvertretung in der Regionalliga und wechselte sich zumeist mit Ralf Fährmann ab. In die Spielzeit 2009/10 ging Amsif als Nummer eins im Tor von Schalke II. Doch nach elf Spieltagen verlor er seinen Stammplatz an Lars Unnerstall und kam bis zum Saisonende nur noch zweimal zum Einsatz.
Aufgrund der mangelnden Perspektive bei Schalke als vierter Torwart hinter Neuer, Schober und Unnerstall wechselte Amsif nach Ablauf seines Vertrages zur Saison 2010/11 ablösefrei zum Zweitligisten FC Augsburg und unterschrieb dort einen Zweijahresvertrag. Zu seinem Profidebüt kam er am 19. September 2010 gegen den VfL Osnabrück, als der Augsburger Stammtorhüter Simon Jentzsch mit einer Gehirnerschütterung ausgewechselt werden musste. Im folgenden Spiel gegen den MSV Duisburg stand Amsif erstmals 90 Minuten auf dem Feld.
Nach dem erstmaligen Bundesliga-Aufstieg der Augsburger blieb Amsif die Nummer zwei hinter Jentzsch. Nachdem dieser sich Ende Oktober 2011 den Ringfinger gebrochen hatte, wurde er in der 2. Runde des DFB-Pokals bei RB Leipzig (1:0) vom Deutsch-Marokkaner ersetzt, der damit seine erste Partie in diesem Wettbewerb absolvierte. Einige Tage später, am 6. November 2011, debütierte Amsif bei der 1:2-Heimniederlage gegen den FC Bayern München auch in der Bundesliga, weil Jentzsch aufgrund der Nachwirkungen seiner Verletzung erneut pausieren musste.
Zur Spielzeit 2014/15 wechselte Amsif zum 1. FC Union Berlin. Am 13. Juli 2016 verkündete der Verein, dass der ursprünglich bis 30. Juni 2017 laufende Vertrag aufgelöst werde, er gehe mit unbekanntem Ziel. Nach seiner Zeit beim FC Union Berlin wechselte Amsif in seine Heimat Marokko zu Ittihad Tanger. Im August 2017 wechselte er zum Ligakonkurrenten FUS de Rabat. Dort war er bis zum Ende der Saison 2021/22 aktiv.
Anfang Dezember 2022 kehrte Amsif nach Deutschland zurück und schloss sich in der 3. Liga dem SV Wehen Wiesbaden an, bei dem er einen Vertrag bis zum Ende der Saison 2022/23 erhielt. Sein Vertrag in Wiesbaden wurde im Sommer 2023 verlängert. Im Mai 2025 gab er das Ende seiner Karriere als Torhüter zum Ende der laufenden Saison bekannt. Seit der Saison 2025/26 ist er als Torwarttrainer bei Wehen Wiesbaden tätig.

### Nationalmannschaft
Im November 2006 bestritt Amsif sein erstes Spiel für eine deutsche Auswahlmannschaft. Er kam für die U18-Junioren gegen die Türkei zum Einsatz. Danach gehörte er zum Kader der U19 und U20-Junioren, die von Horst Hrubesch trainiert wurden. Sein Debüt für die U20 gab er im Mai 2009 beim Freundschaftsspiel gegen Italien (1:0), als er in der Halbzeit für Tom Mickel eingewechselt worden war. In der Folge wechselte er sich mit René Vollath und später Oliver Baumann im Tor halbzeitweise ab.
Im August 2008 erhielt Amsif erstmals eine Einladung des marokkanischen Verbandes zu einem Lehrgang der A-Nationalmannschaft. Am 13. November 2011 absolvierte er sein erstes Länderspiel für Marokko, als er beim Spiel gegen Kamerun in der Startaufstellung stand.
Am 29. Dezember 2011 wurde Amsif für den Afrika-Cup 2012 in Gabun und Äquatorialguinea nominiert, bei dem er im Spiel gegen den Niger, welches Marokko mit 1:0 gewann, einmal zum Einsatz kam.

## Sonstiges
Seit 2013 engagiert sich Mohamed Amsif bei Show Racism the Red Card – Deutschland e. V. Im April 2013 beteiligte er sich bei einem Workshop der Bildungsinitiative und berichtete den Schülern und Schülerinnen über seine eigenen Erfahrungen mit Rassismus und Diskriminierung.